# هوبرت ردوود
هوبرت ردوود (انگلیسی: Hubert Redwood; ۱۳ ژوئن ۱۹۱۳ – ۲۸ اکتبر ۱۹۴۳) بازیکن فوتبال اهل بریتانیا بود.
از باشگاه‌هایی که در آن بازی کرده‌است می‌توان به باشگاه فوتبال منچستر یونایتد اشاره کرد.